# 1975 في كولومبيا
فيما يلي قوائم الأحداث التي وقعت خلال عام 1975 في كولومبيا.

## ظهور
- 1 يناير – خريف البطريرك رواية من تأليف غابرييل غارثيا ماركيث.

## كتب
من الكتب التي صدرت هذه السنة في كولومبيا:
- 1 يناير – خريف البطريرك من تأليف غابرييل غارثيا ماركيث.

## مواليد

### فبراير
- 26 فبراير – كارولينا غوميز ممثلة كولومبية.

### يونيو
- 25 يونيو – ناتاشا كلاوس ممثلة كولومبية.

### سبتمبر
- 1 سبتمبر – ماريتسا رودريغيز ممثلة كولومبية.
- 20 سبتمبر – خوان بابلو مونتويا سائق سيارة سباق كولومبي.
- 22 سبتمبر – فريدي غريساليس لاعب كرة قدم كولومبي.

### أكتوبر
- 14 أكتوبر – إيفان بارا درّاج طريق كولومبي.
- 24 أكتوبر – خوان بابلو أنخل لاعب كرة قدم كولومبي.

## وفيات

### يناير
- 17 يناير – غوستابو روخاس بينيا (مواليد 1900) مهندس مدني كولومبي.